# Nordthüringer Volksbank
Die Nordthüringer Volksbank eG war eine deutsche Genossenschaftsbank mit Sitz in der thüringischen Kreisstadt Nordhausen im Landkreis Nordhausen. Zum 1. Januar 2024 fusionierte sie mit der VR Bank Westthüringen zur VR Bank in Thüringen.

## Geschichte
Der am 5. Februar 1861 gegründete Vorschussverein in Roßleben zählt zum Gründungsverein der Nordthüringer Volksbank eG. Dieser wurde damals von Handwerkern, Bürgern und Kaufleuten der Stadt Roßleben und Umgebung gegründet und diente den Mitgliedern Hilfe zur Selbsthilfe gemäß dem Prinzip einer Genossenschaft.
Von da an erfolgten diverse Zusammenschlüsse und Fusionen von bäuerlichen Handelsgenossenschaften, Banken für Landwirtschaft und Nahrungsgüterwirtschaft sowie Gewerbebanken in den Thüringer Landkreisen Nordhausen und Sömmerda sowie im Kyffhäuserkreis, bis zur heutigen Nordthüringer Volksbank eG.
Allein seit 1990 ist die Nordthüringer Volksbank eG aus 15 Einzelfusionen hervorgegangen.
Unter anderem schlossen sich in diesem Zeitraum im Landkreis Nordhausen im Jahr 1993 die Raiffeisenbank Mackenrode e.G. mit dem Sitz in Mackenrode, die Raiffeisenbank und Warengenossenschaft Nordhausen eG und die Volksbank Nordhausen eG zur Volks- und Raiffeisenbank Nordhausen eG zusammen.
Zeitgleich fusionierten 1992 im ehemaligen Kreis Artern (jetzt Kyffhäuserkreis) die Raiffeisenbank Artern e.G. mit dem Sitz in Heldrungen und die Volksbank Bad Frankenhausen e.G.  mit dem Sitz in Bad Frankenhausen zur Volksbank Kyffhäuser eG mit dem Sitz in Bad Frankenhausen.
Im Landkreis Sömmerda und dem ehemaligen Landkreis Sondershausen (jetzt Kyffhäuserkreis) schlossen sich 1993 die Volksbank Sömmerda-Sondershausen eG eG mit dem Sitz in Sömmerda und die Raiffeisenbank e.G. Sömmerda mit dem Sitz in Sömmerda zur VR-Bank Sömmerda-Sondershausen eG mit dem Sitz in Sömmerda zusammen, an die sich die Raiffeisenbank und Warengenossenschaft Ebeleben eG mit dem Sitz in Ebeleben und die Raiffeisenbank und Warengenossenschaft Greußen mit dem Sitz in Greußen 1995 angliederten.
Im Jahr 1999 fusionierten die Volksbank Kyffhäuser eG und die Volks- und Raiffeisenbank Nordhausen eG zur Nordthüringer Volksbank eG.
Im Jahr 2003 gliederte sich die VR-Bank Sömmerda-Sondershausen eG an die Nordthüringer Volksbank eG an.
Am 5. Januar 2024 begannen die Nordthüringer Volksbank eG und die VR Bank Westthüringen eG Fusionsgespräche, mit dem Ziel, die Fusion beider Banken im Laufe des Jahres 2024 zu realisieren, um eine gemeinsame Bank im Nordwesten Thüringens zu gründen.

## Rechtsverhältnisse
Die Nordthüringer Volksbank eG war im Genossenschaftsregister beim Amtsgericht Jena unter GnR 400047 eingetragen.

## Organisationsstruktur
Rechtsgrundlagen waren das Genossenschaftsgesetz und die durch die Vertreterversammlung beschlossene Satzung. Organe der Bank waren der Vorstand, der Aufsichtsrat und die Vertreterversammlung. Eine Mitgliedschaft in der Nordthüringer Volksbank eG begründete nicht nur deren Rechtsform der „eingetragenen Genossenschaft“, sie gab der Genossenschaftsbank zugleich den konkreten Auftrag der Mitgliederförderung.

## Sicherungseinrichtung
Die Nordthüringer Volksbank eG war der amtlich anerkannten Sicherungseinrichtung des Bundesverbandes der Deutschen Volksbanken und Raiffeisenbanken GmbH und der zusätzlichen freiwilligen Sicherungseinrichtung des Bundesverbandes der Deutschen Volksbanken und Raiffeisenbanken e.V. angeschlossen.

## Geschäftsausrichtung
Die Nordthüringer Volksbank eG betrieb das Universalbankgeschäft. Im Verbundgeschäft arbeitete sie mit der DZ Bank, R+V Versicherung, Bausparkasse Schwäbisch Hall, Teambank, VR Smart Finanz, DZ Hyp und der Union Investment zusammen.

## Ausbildung
Die Bank war ein anerkannter Ausbildungsbetrieb und bot verschiedene Ausbildungsarten an. Zuletzt bildete die Bank 15 Auszubildende in 2 verschiedenen Berufsbildern, Bankkaufmann/Bankkauffrau und Bachelor of Arts (B.A.) in Betriebswirtschaft aus.

## Geschäftsgebiet
Ihr Geschäftsgebiet umfasste die nordthüringischen Landkreise Nordhausen, Sömmerda sowie den Kyffhäuserkreis. Sie gehörte somit zu einer der größten flächendeckenden Genossenschaftsbanken in Thüringen.
An diesen Orten betrieb die Bank personenbesetzte Filialen:
- Nordhausen (Hauptstelle, jur. Sitz)
- Artern (Geschäftsstelle)
- Bad Frankenhausen (Geschäftsstelle)
- Bleicherode (Geschäftsstelle)
- Buttstädt (Geschäftsstelle)
- Ebeleben (Geschäftsstelle)
- Greußen (Geschäftsstelle)
- Kölleda (Geschäftsstelle)
- Niedersachswerfen (Geschäftsstelle)
- Roßleben-Wiehe (Geschäftsstelle)
- Sömmerda (Geschäftsstelle)
- Sondershausen (Geschäftsstelle)
- Weißensee (Geschäftsstelle)
- Wolkramshausen (SB-Geschäftsstelle)
- Salza (SB-Geschäftsstelle)
- Heldrungen (SB-Geschäftsstelle)